# Округ Сабинов
Округ Сабинов (слч. Okres Sabinov) округ је у Прешовском крају, у Словачкој Републици. Административно средиште округа је град Сабинов.

## Географија
Налази се у централном дијелу Прешовског краја.
Граничи:
- на сјеверу је Округ Бардјејов и Округ Стара Љубовња,
- западно Округ Кежмарок,
- југоисточно Округ Прешов,
- југозападно Округ Љевоча.

Клима је умјерено континентална.

## Становништво
| Година:    | 1994.  | 2004.   | 2014.   | 2024.   |
| ---------- | ------ | ------- | ------- | ------- |
| Број људи: | 51 223 | 55 351  | 58 969  | 61 995  |
| Разлика:   |        | +8,05 % | +6,53 % | +5,13 % |

| Година:    | 2023.  | 2024.   |
| ---------- | ------ | ------- |
| Број људи: | 61 542 | 61 995  |
| Разлика:   |        | +0,73 % |

Према подацима о броју становника из 2011. године округ је имао 58.073 становника. Словаци чине 83,37% становништва.
| Етнички састав (2011)‍ | Етнички састав (2011)‍ | Етнички састав (2011)‍ | Етнички састав (2011)‍ | Етнички састав (2011)‍ |
| --------------------- | --------------------- | --------------------- | --------------------- | --------------------- |
|                       |                       |                       |                       |                       |
| Словаци               | Словаци               |                       | 0                     | 83,37%                |
| Роми                  | Роми                  |                       | 0                     | 10%                   |
| Рутени                | Рутени                |                       | 0                     | 0,81%                 |
| остали, непознато     | остали, непознато     |                       | 0                     | 5,82%                 |

## Насеља
У округу се налази два града и 41 насељено мјесто. Градови су Липани и Сабинов.